# Бенджамін Гайзенберґ
Бенджамін Гайзенберґ (9 червня 1974) — німецький кінорежисер і сценарист. З 1995 року зняв шістнадцять фільмів. Його фільм «Schläfer» показали у розділі «Особливий погляд» на Каннському кінофестивалі 2005 року. Його фільм 2010 року «Розбійник» був номінований на «Золотого ведмедя» на 60-му Берлінському міжнародному кінофестивалі. Він також онук фізика — лауреата Нобелівської премії Вернера Гайзенберґа через батька Мартіна Гайзенберґа. Він є співредактором та співвидавцем німецького кіножурналу «Револьвер».

## Раннє життя
Бенджамін Гайзенберґ народився в Тюбінгені, Німеччина, в родині Мартіна Гайзенберґа та Аполлонії, графині Ойленбурґ. Він виріс у маленькому селі поблизу Вюрцбурга, де його батько був професором нейробіології. 1993 року навчався в Академії образотворчого мистецтва в Мюнхені. Він закінчив Академію мистецтв у 1998 році, вигравши «Debütantenpreis» серед трьох найкращих студентів року.

## Творчість
Програмним гаслом журналу «Револьвер», заснованого 1998 року, редактором якого є Бенджамін Гайзенберґ, стало «Кіно має бути небезпечним», тобто воно має не розважати, не вигадувати сюжети, не забавляти, а «...бути реалістичним, досліджувати реальність. Засобами кіно визначати больові межі». Окрім самих фільмів, багато громадських заходів, дискусій, публічних акцій було організовано для висловлення цих принципів другого покоління кінотворців Берлінської школи.

## Фільмографія
- 1995: Es zogen einst (короткометражка)
- 1996: Терремото (короткометражка)
- 1997: Hastewas, Bistewas (короткометражка)
- 1998: Alles Wieder Still (короткометражка)
- 2000: Der Bombenkönig (короткометражка)
- 2002: Am See (короткометражка)
- 2003: Цей  момент (нім. Milchwald) (співавтор)
- 2004: Die Gelegenheit (короткометражка)
- 2004/2005: Маєр, Мюллер, Шмідт I – III (короткометражка)
- 2005: Сплячий
- 2005: Ла-Пас (короткометражка)
- 2007: Про художню літературу (короткометражка)
- 2007: Про маніпуляції (короткометражка)
- 2007: Про роман (короткометражка)
- 2010: Розбійник
- 2014: Супереґос
- 2015: Brienner 45 (14 фільмів - співавтор / співрежисер)
- 2015: Das unsichbare Dritte (короткометражка)
- 2015: Водоспад (короткометражка)
- 2015: Війна світів (короткометражка)
- 2015: Opfer (короткометражка)
- 2015: Mon Oncle (короткометражка)

## Нагороди
- 2000: Нагорода за найкращий диплом Академії мистецтв у Мюнхені
- 2001: Нагорода в галузі мистецтва міста Мюнхена
- 2004: Стартова кінопремія міста Мюнхена за The Opportunity
- 2004: Ґран-прі журі (Films D'Écoles Européens), Перший європейський кінофестиваль у Анже, за The Opportunity
- 2005: Нагорода «Перші кроки» за Сплячого
- 2005: Премія Midas, Europaws, за найкращу фантастичну драму в науково-технічному секторі, Лондон, за Сплячого
- 2005: Приз за кращий фільм у розділі Перспективи Cinéma Tout Ecran[en], Женева за Сплячого
- 2006: Спеціальна нагорода журі, Перший європейський кінофестиваль у Анже, за Сплячого
- 2006: Max-Ophüls-Preis (Премія за найкращий фільм, найкращий сценарій, найкращу музику) за Сплячого
- 2006: Приз за кращий фільм, FilmArtFestival Мекленбург-Передня Померанія за Сплячого
- 2006: Нагорода за найкращий фільм, Festival du Cinéma Politique, Барселона, за Сплячого
- 2006: Баварська премія культури « E.ON Bayern AG»
- 2006: Премія «Молодий талант» фонду DEFA-Foundation
- 2010: Баварська кінопремія, категорія «Найкращий молодий режисер», за «Розбійника»
- 2010: Спеціальна премія блогерів, за «Розбійника»
- 2010: Нагорода за найкращу режисуру, за «Розбійника»
- 2010: Нагорода за найкращий фільм, Маверік, Міжнародний кінофестиваль у Калгарі, за Розбійника
- 2010: Приз глядацьких симпатій та спеціальна згадка журі, Міжнародний кінофестиваль «La_Roche-sur-Yon_International_Film_Festival», за Розбійника
- 2010: Нагорода за найкращий фільм, Загребський кінофестиваль, за Розбійника
- 2010: Нагорода за найкращий сценарій Gijon_International_Film_Festival за Розбійника
- 2010: Премія культури Вюрцбурга
- 2011: Австрійська кінопремія, найкращий режисер фільму «Розбійник»
- 2011: Нагорода за найкращий фільм, Міжнародний кінофестиваль Джеймсона в Дубліні за Розбійника

## Виставки (вибірково)
- 1995 "München liegt am Meer", Мюнхен
- 1996 „Патерностер” у першій мюнхенській висоті (групова виставка).
- 1999 „Benjamnin Heisenberg“, галерея Kampl, Kunstforum München .
- 2000 р. Групова виставка "Multiple Choice" у BBK, Galerie der Künstler, Мюнхен (Групова виставка).
- 2000 „Ausstellung der Debütanten“ (Малюнки 1993 - 99), Академія образотворчих мистецтв, Мюнхен (Групова виставка, Кюнстлербух).
- 2001 Виставка для спонсорської премії з образотворчого мистецтва міста Мюнхена (групова виставка, каталог).
- 2002 "Історії - Наративні структури в сучасному мистецтві", куратор Стефані Розенталь, Haus der Kunst, Мюнхен (Групова виставка; Каталог).
- 2002 "Intermedium 2", Центр мистецтв та медіа Карлсруе (ZKM) (Групова виставка; Каталог).
- 2004 "Rote Zelle", випускники класу Олафа Метцеля, Академія образотворчих мистецтв, Мюнхен, Rote Zelle, Мюнхен (Групова виставка; Каталог).
- 2005 "Час відтворення! Гра, ігри та спорт ", Інститут сучасного мистецтва (ICA), Лондон (групова виставка).
- 2005 „Say No Productions 2“, Gallery Klüser, Мюнхен (Групова виставка).
- 2005 “Favoriten”, Lenbachhaus, Kunstbau, Мюнхен (Групова виставка, каталог).
- 2005 ”Neue Heimat” Rathausgalerie, Мюнхен (Групова виставка, каталог).
- 2006 "Sichtbarkeiten", Едіт Рус - Будинок для ЗМІ та мистецтв, Ольденбург (Групова виставка).
- 2007 “Artmix”, Haus der Kunst, Мюнхен / Bayerischer Rundfunk (Групова виставка).
- 2007 р. "Піктограми - самотність знаків", Stiftung Kunstmuseum Stuttgart (Групова виставка, каталог).
- 2011 „Бенджамін Гайзенберг“, галерея Патріка Ебенспергера, Берлін
- 2011 рік «ER», Кунстбюро Відень (разом із Клеменсом Краусом).
- 2013 Фестиваль сучасного відеомистецтва Videonale, Бонн.
- 2013 р. „Koste es was es wolle“, галерея Oechsner, Нюрнберг (разом з Олафом Унверзартом ).
- 2013 Галерея Патрік Ебенспергер, Берлін (Групова виставка).
- 2013 „Берлінська кіношкола“, Музей сучасного мистецтва, MoMA, Нью-Йорк, США (каталог) [13]
- 2015 „Brienner 45“, NS-Dokumentationszentrum (Мюнхен) (постійна інсталяція; Видання). [14]
- 2015 „Бенджамін Гейзенберґ I ІІ: Гроші все змінюють” (Праці на папері), галерея Патрік Ебенспергер, Берлін.
- 2016 „Бенджамін Гайзенберґ II ІІ: Австрадієрт“ (Відео), галерея Патріка Ебеншперґера, Берлін. [15]